# Era del calendario
Una era del calendario es el periodo de tiempo transcurrido desde una época de un calendario y, si existe, antes de la siguiente. Por ejemplo, es el año 2025 según el calendario gregoriano, que numera sus años en la era cristiana occidental (las iglesias ortodoxa copta y ortodoxa etíope tienen sus propias eras cristianas).
En la antigüedad, los años de reinado se contaban a partir de la llegada de un monarca. Esto hace que la cronología del antiguo Oriente Próximo sea muy difícil de reconstruir, basándose en listas de reyes dispares y dispersas, como la Lista de Reyes de Sumeria y el Canon de Reyes de Babilonia. En Asia Oriental, el cómputo por nombres de era elegidos por los monarcas gobernantes dejó de hacerse en el siglo XX, excepto en Japón, donde aún se utilizan.

## Sistemas de datación antiguos

### Epónimos asirios
Durante más de mil años, la antigua Asiria utilizó un sistema de epónimos para identificar cada año. Cada año, en el festival Akitu (que celebraba el año nuevo mesopotámico), se elegía por sorteo a uno de un pequeño grupo de altos funcionarios (incluido el rey en periodos posteriores) para que ejerciera de limmu durante el año, lo que significaba que presidiría el festival Akitu y el año llevaría su nombre. Los primeros epónimos limmu de los que se tiene constancia proceden de la colonia comercial asiria de Karum Kanesh, en Anatolia y datan de principios del II milenio a. C., y siguieron utilizándose hasta el final del periodo neoasirio, hacia el 612 a. C.
Los escribas asirios recopilaron listas de limmu, incluida una secuencia ininterrumpida de casi 250 epónimos de principios del primer milenio a. C. Se trata de una ayuda cronológica inestimable, ya que en el limmu de Bur-Sagale, gobernador de Guzana, se registró un eclipse solar. Los astrónomos han identificado este eclipse como uno que tuvo lugar el 15 de junio de 763 a. C., lo que ha permitido asignar fechas absolutas de 892 a 648 a. C. a esa secuencia de epónimos. Esta lista de fechas absolutas ha permitido datar muchos de los acontecimientos del periodo neoasirio en un año concreto, evitando los debates cronológicos que caracterizan a periodos anteriores de la historia mesopotámica.

### Datación olímpica
Entre los antiguos historiadores y eruditos griegos, un método común para indicar el paso de los años se basaba en los Juegos Olímpicos, celebrados por primera vez en el año 776 a. C.. Los Juegos Olímpicos proporcionaron a las distintas ciudades-estado independientes un sistema de fechas mutuamente reconocible. La datación olímpica no se utilizaba en la vida cotidiana. Este sistema se utilizaba desde el siglo III a. C. Los Juegos Olímpicos modernos (o Juegos Olímpicos de Verano a partir de 1896) no continúan los periodos de cuatro años de la antigua Grecia: la 669ª Olimpiada habría comenzado en el verano de 1897, pero los Juegos Olímpicos modernos se celebraron por primera vez en 1896.

### Ciclos de indicción
Otro sistema habitual era el ciclo de las indicciones (15 indicciones formaban un ciclo de impuestos agrícolas en el Egipto romano, siendo una indicción de un año de duración). Los documentos y acontecimientos empezaron a fecharse por el año del ciclo (por ejemplo, "quinta indicción", "décima indicción") en el siglo IV y este sistema se utilizó mucho después de que dejara de recaudarse el impuesto. Se utilizó en la Galia, en Egipto hasta la conquista islámica y en el Imperio Romano de Oriente hasta su conquista en 1453.
En el libro de Chaîne sobre cronología figura un útil cuadro con todas las equivalencias, que puede consultarse fácilmente en línea en Internet Archive, de la página 134 a la página 172.
La regla para calcular la indicción a partir del número del año AD, que acababa de inventar, fue enunciada por Dionisio Exiguo: sumar 3 y dividir por 15; el resto es la indicción, entendiéndose 0 como la decimoquinta indicción.Así, la indicción de 2001 fue 9. El comienzo del año para la indicción variaba.

### Era seléucida
La era seléucida se utilizó en gran parte de Oriente Próximo desde el siglo IV a. C. hasta el VI d. C. y continuó hasta el siglo X d. C. entre los cristianos orientales. La era se computa a partir de la época 312 a. C.: en agosto de ese año Seleuco I Nicátor capturó Babilonia y comenzó su reinado sobre las porciones asiáticas del imperio de Alejandro Magno. Así pues, dependiendo de si el año civil comienza el 1 de Tishrei o el 1 de Nisán (inicio del año civil judío y del eclesiástico, respectivamente), la época seléucida se inicia en el 311 a. C. (según el cómputo judío) o en el 312 a. C. (según el cómputo griego: octubre-septiembre).

### Antigua Roma

#### Citas consulares
Una práctica antigua y común era la datación "consular" romana. Para ello, se nombraba a los dos consules ordinarii que habían tomado posesión de su cargo el 1 de enero (desde 153 a. C.) del año civil correspondiente. A veces, uno o ambos cónsules podían no ser nombrados hasta noviembre o diciembre del año anterior y la noticia del nombramiento podía no haber llegado a algunas partes del imperio romano hasta varios meses después de iniciado el año en curso; de ahí que encontremos alguna que otra inscripción en la que el año se define como "después del consulado" de un par de cónsules.
El uso de la datación consular finalizó en 541 d. C., cuando el emperador Justiniano I dejó de nombrar cónsules. El último cónsul nombrado fue Anicio Fausto Albino Basilio. Poco después, se adoptó en su lugar la datación imperial regia.

#### Desde la fundación de Roma
Otro método de datación era ab urbe condita (en latín, "desde la fundación de la ciudad" de Roma) o anno urbis conditae (en latín, "en el año de la fundación de la ciudad"), ambos abreviados AUC.
Los historiadores romanos utilizaron varias épocas para esta fecha, todas ellas basadas en la incompleta lista de cónsules romanos que se conserva y en los mitos de la fundación de la ciudad por Rómulo y Remo. La cronología establecida por Marco Terencio Varrón en el siglo I a. C. intercaló varios años de dictaduras, un periodo de anarquía y una duración estandarizada del reinado de todos los antiguos reyes de Roma para llegar a un año comprendido entre 754 y 753 a. C., considerado equivalente al tercer año de la sexta Olimpiada. Dado que la Parilia ya se había asociado a la fundación de la ciudad en su época, consideró que la fecha concreta era el 21 de abril de 753 a. C.. Esta fecha se convirtió en la cronología oficial del imperio al menos en tiempos de Claudio, quien organizó los Juegos Seculares en el año 47 d. C. para celebrar el 800 aniversario de la ciudad. Los aniversarios 900 y 1000 se celebraron en 148 bajo Antonino Pío y en 248 bajo Filipo I.
La era AUC rara vez se utilizaba en los calendarios tradicionales romano o juliano temprano. Predominaba la denominación de cada año por sus dos cónsules o por los años de reinado del emperador, siendo una notable excepción los aureiy sestercio de Adriano que marcaban la Romaea en AUC 874 (ann dccclxxiiii nat vrb). La datación AUC se hizo más común en la Antigüedad tardía, apareciendo en Censorinus, Orosius y otros. A principios de la Edad Media, algunos funcionarios eclesiásticos, como Bonifacio IV, emplearon conjuntamente la datación AUC y AD.
La datación histórica romana empleaba varias fechas diferentes para el comienzo del año. La aplicación moderna de la era AUC suele ignorar esto, los errores conocidos en los cálculos del propio Varrón y la época de 752 a. C. utilizada por los Fasti y las posteriores Partidas Seculares, de modo que 2024 d. C. se considera generalmente equivalente a 2777 AUC (2024 + 753).

#### Años de reinado de los emperadores romanos
Otro sistema menos frecuente de lo que podría pensarse era el uso del año de reinado del emperador romano. Al principio, Augusto indicaba el año de su reinado contando cuántas veces había ocupado el cargo de cónsul y cuántas veces el Senado romano le había concedido el poder de tribuno (en latín: tribunicia potestas, abreviado como TRP), observando cuidadosamente la ficción de que sus poderes procedían de estos cargos que le habían sido concedidos y no de su propia persona o de las numerosas legiones bajo su control. Sus sucesores siguieron su práctica hasta que se desvaneció el recuerdo de la República romana (hacia el año 200 d. C.), cuando empezaron a utilizar abiertamente el año regio.

#### Data de la conquista romana
Algunas regiones del Imperio Romano fechaban sus calendarios a partir de la fecha de la conquista romana o del establecimiento de la dominación romana.
La era española contaba los años a partir del 38 a. C., probablemente la fecha de un nuevo impuesto implantado por la República romana a la población sometida de Iberia. Esta fecha marcó el establecimiento de la dominación romana en España y se utilizó en los documentos oficiales de Portugal, Aragón, Valencia y Castilla hasta el siglo XIV. Este sistema de calibración de años cayó en desuso en 1381 y fue sustituido por el actual Anno Domini.
Durante las épocas romana y bizantina, la Decápolis y otras ciudades helenizadas de Siria y Palestina utilizaron la era pompeyana, que se remonta a la conquista de la región por el general romano Pompeyo en el año 63 a. C.

### Maya
Se utilizaba otra forma de calendario para registrar periodos de tiempo más largos y para la inscripción de fechas calendáricas (es decir, para identificar cuándo se producía un acontecimiento en relación con otros). Esta forma, conocida como la Cuenta Larga, se basa en el número de días transcurridos desde un punto de partida mitológico. Según la calibración entre la Cuenta Larga y los calendarios occidentales aceptada por la gran mayoría de los investigadores mayas (conocida como correlación GMT), este punto de partida equivale al 11 de agosto de 3114 a. C. en el calendario gregoriano proléptico o al 6 de septiembre en el calendario juliano (-3113 astronómico).

### Otros sistemas de datación
También eran importantes muchos sistemas o eras locales, por ejemplo el año de fundación de una ciudad concreta, el año de reinado del emperador persa vecino y, con el tiempo, incluso el año del califato reinante.

## Antigüedad tardía y Edad Media
La mayoría de los calendarios tradicionales que se utilizan en la actualidad se introdujeron en la época de transición de la antigüedad tardía a la Alta Edad Media, aproximadamente entre los siglos VI y X.

### Era cristiana
- El Etos Kosmou del Calendario Bizantino, sitúa la Creación al principio de su año 1, es decir, en el 5509 a. C. Su primer uso conocido tuvo lugar en el siglo VII d. C., aunque sus precursores se desarrollaron hacia el año 400 d. C. El año 7509 de esta era comenzó en septiembre de 2000.
- La Era de los Mártires o Era de Diocleciano, se cuenta desde el comienzo del reinado del emperador romano Diocleciano; el primer año de esta era fue 284/5. No era costumbre utilizar los años de reinado en Roma, pero sí en el Egipto romano, que el emperador gobernaba a través de un prefecto (el rey de Egipto). El número del año cambiaba el primer día del mes egipcio Thoth (29 de agosto tres de cada cuatro años, 30 de agosto el año anterior a un año bisiesto romano). Diocleciano abolió el estatus especial de Egipto, que a partir de entonces siguió el calendario romano normal: los años consulares comenzaban el 1 de enero. Esta era se utilizó en las tablas de Pascua preparadas en Alejandría mucho después de la abdicación de Diocleciano, a pesar de que Diocleciano fue un notorio perseguidor de los cristianos. La Era Diocleciana fue conservada por la Iglesia copta y utilizada para fines generales, pero en 643 se había cambiado el nombre por el de Era de los Mártires.[4]
- La Era de la Encarnación, era la utilizada por Etiopía. Su época corresponde al 29 de agosto del año 8 d. C. en el calendario juliano.
- El calendario armenio tiene su era fijada en el 552 d. C.

#### La "era común" dionisíaca
La era basada en la Encarnación de Cristo fue introducida por Dionisio Exiguo en 525 y se sigue utilizando con diversas reformas y derivaciones. La distinción entre que la Encarnación fuera la concepción o la Natividad de Jesús no se estableció hasta finales del siglo IX. El comienzo del año numerado variaba de un lugar a otro: cuando, en 1600, Escocia adoptó el 1 de enero como fecha en la que cambia el número del año, esto ya era así en gran parte de la Europa continental. Inglaterra adoptó esta práctica en 1752.
- A.D. (o AD) del latín Anno Domini, que significa "en el año de (nuestro) Señor". Esta es la era cristiana dominante u occidental; AD se utiliza en el calendario gregoriano. Anno Salutis, que significa "en el año de la salvación", es idéntico. Originalmente concebido para numerar los años a partir de la Encarnación de Jesús, según el pensamiento moderno el cálculo tenía algunos años de error. Los años anteriores al 1 d. C. se numeran utilizando la era a. C., evitando los números cero o negativos. AD también se utilizaba en el calendario juliano medieval, pero el primer día del año era el 1 de marzo, Pascua, 25 de marzo, 1 de septiembre o 25 de diciembre, no el 1 de enero. Para distinguir entre el calendario juliano y el gregoriano, a menudo se añadía O.S. y N.S. a la fecha, especialmente durante los siglos XVII y XVIII, cuando ambos calendarios eran de uso común. El estilo antiguo (Old Style, O.S.) se utilizaba para el calendario juliano y para los años que no empezaban el 1 de enero. El Nuevo Estilo (New Style, N.S.) se utilizaba para el calendario gregoriano y para los años del calendario juliano que comenzaban el 1 de enero. Muchos países pasaron a utilizar el 1 de enero como inicio del año numerado al mismo tiempo que cambiaron del calendario juliano al gregoriano, pero otros lo hicieron antes o después.

- A.C. (o BC) significa "Antes de Cristo". Se utiliza para los años anteriores al 1 d. C., contando hacia atrás, de modo que el año n a. C. es n años anterior al 1 d. C.. Por tanto, no existe el año 0.
- C.E. (o CE) y B.C.E. (o BCE) que significan "Era Común" y "Antes de la Era Común", numéricamente equivalentes a A.D. y a. C., respectivamente (en la escritura, "AD" precede al número del año, pero "CE" sigue al año: AD 1 = 1 CE).[11] El equivalente latino vulgaris aera fue utilizado ya en 1615 por Johannes Kepler.[nota 1] Las abreviaturas inglesas C.E. y B.C.E. fueron introducidas en el siglo XIX por intelectuales judíos, que deseaban evitar la abreviatura de dominus "señor" en referencia implícita a Cristo.[nota 2] A finales del siglo XX, los autores que deseaban enfatizar el secularismo generalizaron el uso de estas abreviaturas.[12]

#### Derivado de Dionisios
- La numeración de los años astronómicos iguala su año 0 con el 1 a. C. y cuenta los años negativos desde el 2 a. C. hacia atrás (−1 hacia atrás), por lo que el 100 a. C. es −99.
- La era humana, también llamada era del Holoceno, propuesta por Cesare Emiliani añade 10.000 a los años AD, de modo que AD 1 sería el año 10.001.[13]
- El Anno Lucis de la masonería añade 4000 años al año AD.

### Islámica
- A.H. (o AH) por el latinizado Anno Hegirae, que significa "en el año de la Hijra", la emigración de Mahoma de La Meca a Medina en septiembre de 622, ocurrida en su primer año, se utiliza en el calendario islámico. Dado que el calendario islámico es un calendario puramente lunar de unos 354 o 355 días, su cómputo de años aumenta más rápidamente que el de los calendarios solar y lunisolar.
- El calendario iraní utiliza S.H. (o SH) para indicar el número de años solares transcurridos desde la Hijra. El año que comienza en el equinoccio de primavera es igual al número del año gregoriano que comienza el 1 de enero anterior menos 621.

### Hindú
- Calendario hindú, que cuenta desde el comienzo del Kali Yuga, con su época el 18 de febrero de 3102 a. C. juliano (23 de enero de 3102 a. C. gregoriano), basado en Aryabhata (siglo VI).
- Vikrama Samvat, 56-57 a. C., introducido hacia el siglo XII.
- S.E. o (SE) para la era Saka, utilizada en algunos calendarios hindúes y en el calendario nacional indio, con una época cercana al equinoccio vernal del año 78 (su año 0); su uso se extendió al Sudeste Asiático antes del año 1000. Esta era también se utiliza (junto con el calendario gregoriano) en el calendario nacional indio, el calendario civil oficial utilizado en los comunicados emitidos por el Gobierno de la India.
- Era Lakshmana, establecida por el gobernante bengalí Lakshmana Sena con una época de 1118-1119. Se utilizó durante al menos 400 años en Bihar y Bengala.

### Sudeste asiático
La Era Saka hindú influye en los calendarios de los reinos indianizados del sudeste asiático.
- E.B. para la Era Budista, introducida por Vajiravudh en 1912, que tiene una época (origen) de 544 a. C.. Este año se denomina año 1 en Sri Lanka y Birmania, pero año 0 en Tailandia, Laos y Camboya. Así, el año 2500 a. C. ocurrió en 1956 en los primeros países, pero en 1957 en los segundos. En Tailandia, el rey Chulalongkorn decretó en 1888 una Era Nacional Tailandesa, que databa de la fundación de Bangkok el 6 de abril de 1782. En 1912, el Año Nuevo se trasladó al 1 de abril. En 1941, el primer ministro Pibulsonggram decidió contar los años desde el 543 a. C. Este es el calendario solar tailandés que utiliza la Era Budista Tailandesa alineada con el calendario solar occidental.
- BE para Era Birmana del calendario birmano originalmente con una fecha de año 0 epocal del 22 de marzo de 638; de la cual derivó CS para era Chula Sakarat; diversamente conocida como LE Era Menor; ME Era Menor – siendo la Era Mayor o Gran Era la Era Saka del calendario nacional indio B.E. del calendario bahá'í.

### Bahá'í
- E.B., el calendario bahaí data del año de la declaración del Báb. Los años se cuentan en la Era Bahá'í (EB), que comienza su año 1 a partir del 21 de marzo de 1844.

### Judía
- A.M. (o AM) del latín Anno Mundi, que significa "en el año del mundo", tiene su época en el año 3761 a. C.. Maimónides lo utilizó por primera vez para numerar los años del calendario hebreo moderno en 1178. Desde el siglo III se utilizaron precursores con épocas uno o dos años posteriores, todos ellos basados en el Seder Olam Rabba del siglo II. El año que comenzó en el otoño boreal de 2000 fue 5761 AM.

### Zoroástrica
- El calendario zoroástrico utilizaba los años de reinado desde la reforma de Ardeshir I, pero tras la caída del Imperio sasánida, se siguió utilizando como año de referencia la ascensión del último gobernante sasánida, Yazdegerd III de Persia, coronado el 16 de junio de 632, abreviado Y.Z. o "era Yazdegerd".

## Moderna

### Política
- La Era Republicana del Calendario Republicano Francés, se remonta al 22 de septiembre de 1792, día de la proclamación de la Primera República Francesa. Se utilizó en la Francia revolucionaria del 24 de octubre de 1793 (en el calendario gregoriano) al 31 de diciembre de 1805.
- El calendario Positivista de 1844 toma como época 1789.
- La era republicana, es la utilizada por la República de China (ahora conocida normalmente como "Taiwán") desde 1912, que es el primer año de la república. Casualmente, es la misma que la era Juche utilizada en Corea del Norte, el año del nacimiento de su fundador Kim Il-Sung.
- La Era Fascista, fue instituida por los fascistas italianos y utilizaba números romanos para indicar el número de años transcurridos desde la Marcha sobre Roma de 1922. Así, por ejemplo, 1934 era la XII E.F. (era fascista). Esta era fue abolida con la caída del fascismo en Italia el 25 de julio de 1943, pero restaurada en la parte norte del país durante la República Social Italiana. Se mantuvo el uso simultáneo del calendario gregoriano y se adoptó una doble numeración: el año de la era común se presentaba en números arábigos y el año de la era fascista en números romanos. El año del calendario fascista comenzaba el 29 de octubre, por lo que, por ejemplo, el 27 de octubre de 1933 era el XI E.F pero el 30 de octubre de 1933 era el XII E.F.
- China ha contado tradicionalmente por el año de reinado de sus emperadores, también llamado como nombre de la era china. La mayoría de los chinos no asignan números a los años del calendario chino, pero los pocos que lo hacen, como los chinos expatriados, utilizan una cuenta continua de años desde el reinado del legendario Emperador Amarillo, utilizando el 2698 a. C. como año 1. Los escritores occidentales comienzan esta cuenta en el 2637 a. C. o el 2697 a. C. (calendario chino). Así pues, los años chinos 4637, 4697 o 4698 comenzaron a principios del año 2000.
- En Corea, desde 1952 hasta 1961 los años se numeraron mediante años Dangi, en los que el 2333 a. C. se consideró el primero de ellos.
- El calendario asirio, introducido en la década de 1950, tiene su era fijada en el 4750 a. C.
- El calendario japonés data de la llegada al trono del actual emperador de Japón. El actual emperador subió al trono en mayo de 2019, que se convirtió en Reiwa 1 y que hasta entonces era Heisei 31.
- El gobierno de Estados Unidos, utiliza a veces un calendario de la época de su Independencia, fijada el 4 de julio de 1776, junto con el calendario civil Anno Domini. Por ejemplo, su Constitución está fechada "el decimoséptimo día de septiembre del año de Nuestro Señor mil setecientos ochenta y siete y de la Independencia de los Estados Unidos de América el duodécimo".[14] Las proclamaciones presidenciales también se fechan de este modo.[15]

### Religiosa
- A.D., de Dianética (After Dianetics). En Cienciología, los años se numeran en relación con la primera publicación del libro Dianética: La Ciencia Moderna de la Salud Mental (Dianetics: The Modern Science of Mental Health) (1950).[16]
- Y.O.L.D., en el calendario discordiano, la designación estándar para el número del año es YOLD (Year of Our Lady of Discord, Año de Nuestra Señora de la Discordia). El calendario empieza a contar a partir del 1 de enero de 1166 a. C. en el año 0 discordiano, ostensiblemente la fecha de origen de la Maldición de Caragrís. Ocasionalmente se ha visto una designación alternativa, A.D.D. (Anno Domina Discordia, una traducción latina de YOLD, pero presumiblemente también un juego con el trastorno por déficit de atención).
- e.v., Era vulgaris. (Del latín, significa "era común", normalmente estilizado en minúsculas), utilizado por algunos seguidores de Aleister Crowley para designar la era del calendario Thelémico que es utilizada por algunos Thelemitas para designar un número de años desde la inauguración por Crowley del llamado Eón de Horus, que ocurrió el 20 de marzo de 1904 y coincide tanto con el año nuevo Thelémico como con una festividad conocida como el Equinoccio de los Dioses. La abreviatura "A.N.", de Aerae Novae ("Nueva Era" en latín), también se utiliza para las fechas del calendario Thelémico.

### Práctica
- B.P., de antes del presente (Before Present. Abreviado a menudo con las siglas AP en español), en concreto, el número de años radiocarbónicos anteriores a 1950.
- Número de día juliano, usado para contar días, no años, su era fijada al mediodía del 1 de enero de 4713 a. C. en el calendario juliano proléptico. Equivale al 24 de noviembre de 4714 a. C. en el calendario gregoriano proléptico. Desde el mediodía de este día hasta el mediodía del día siguiente era el día 0. Los múltiplos de 7 son lunes. También se pueden utilizar valores negativos. Aparte de la elección del punto cero y del nombre, este día juliano y esta fecha juliana no están relacionados con el calendario juliano. No cuenta años, por lo que, estrictamente hablando, no tiene era, pero sí época. Hoy (mediodía-tarde UTC) el valor es 2460487.
- Tiempo Unix, utilizado para contar los segundos transcurridos desde la época Unix fijada a las 00:00:00 o medianoche UTC del 1 de enero de 1970, aunque hay problemas con la implementación Unix del Tiempo Universal Coordinado (UTC).
- Calendario del Holoceno, reforma al calendario gregoriano propuesta por el geólogo italiano Cesare Emiliani (1922-1995) que propone el comienzo de la "era humana" en el 10000 a. C., un número redondo que facilita los cálculos y que coincide aproximadamente con la revolución neolítica y el comienzo de la época geológica Holoceno (que comenzó hace unos 11700 años).[17]